# K19/20次列车
019/020次“东方号”列车（俄语：019Ч/020Щ "Восток"），在中国境内称为K19/20次列车，是俄罗斯铁路运行于俄罗斯联邦首都莫斯科至中华人民共和国首都北京的一趟国际联运快速列车，自1954年1月31日起开行，现由莫斯科铁路局负责客运任务，是中国境内始发终到的首对国际联运列车。列车使用俄製客车，車身標注（俄語，讀音/mʲest/，音「灭斯特」，義為「定員」），穿越西伯利亚铁路、滨洲铁路、京哈铁路、沈山铁路、津山铁路及京沪铁路，运行横贯欧亚大陆，全程8986公里。其中莫斯科至北京每星期六在莫斯科雅罗斯拉夫尔站发车，运行144小时54分，于下星期六抵达北京站，使用车次为062М次、320Ч次（俄罗斯境内）、K20次（中国境内）；北京至莫斯科每星期六在北京站发车，运行139小时58分，于星期五抵达莫斯科雅罗斯拉夫尔站，使用车次为K19次（中国境内）、319Ч次、061М次（俄罗斯境内）。而只在中国境内运行的旅客列车中，里程最长的是Z264/265、Z266/263次列车（广州-拉萨，全程4980公里），而单程运行时间最长的则是 K548/545、K546/547次列车（佳木斯-成都西，历时58小时43分）。
东方号列车曾经是全球运营里程最长的国际旅客列车，后来在2020年被莫斯科至平壤的俄罗斯号列车的10267公里纪录打破（历时208小时25分）。

## 历史
1949年5月1日，北平站至沈阳南站开行1/2次旅客列车，由天津铁路局担当。11月1日，列车延长至满洲里站始发终到，共使用7组车体，由齐齐哈尔铁路局担当，全程运行2323公里。1950年7月18日，中苏铁路联运谈判在北京举行，双方拟定了《中苏铁路联运协定》，其中包括旅客、行李和货物运送规则及其办事细则、清算及表报办理规则以及国境铁路协定等文件。1951年4月1日，中苏铁路联运开办，联运货物发到站间一票直达，客运中国段和苏联段仍分段售票，乘客需在满洲里换乘。

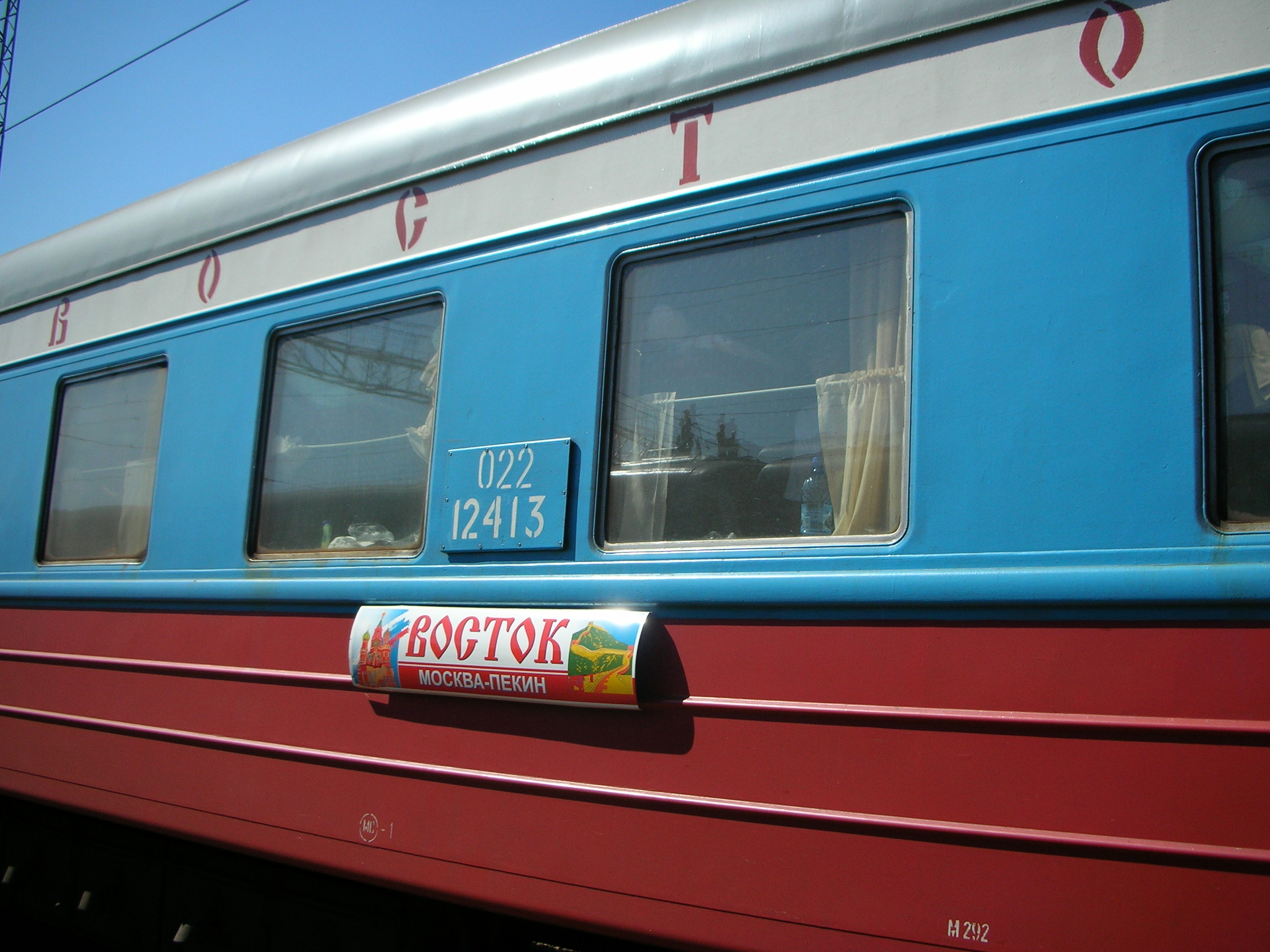
列车于2008年以前所使用的车体

1953年7月16日，中苏铁路在莫斯科就开行莫斯科-北京直通旅客列车进行谈判，8月6日签订议定书:4。同年10月，为开办国际铁路联运做准备，铁道部国际联运局在哈尔滨举办了国际铁路联运讲习班，共有各铁路局、联运站、国境站以及外贸、外运和海关等部门200余人参加。12月7日，莫斯科-北京试运转的直通旅客列车从莫斯科开到北京。

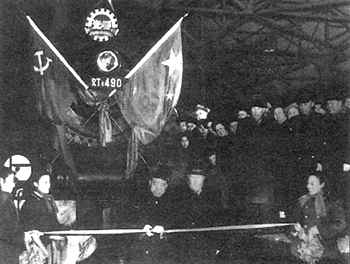
1954年北京-莫斯科列车的通车典礼

1954年1月31日，北京-莫斯科国际旅客列车正式开行，中国铁道部在北京正阳门东站隆重举行通车典礼，车次沿用北京至满洲里的1/2次，由苏联铁路提供车辆并担当乘务，每周两班，后又增加为每周三班，经由满洲里出入境，全程9050公里，运行214小时，是世界上运行里程最长的国际直通旅客列车:6。原北京至满洲里的1/2次列车停运。
1969年9月1日，受中苏交恶及列车运行图调整的影响，1/2次旅客列车在中国境内变更为19/20次、苏联境内则使用17/18次，每周运行缩减为一班，车辆及乘务仍由苏联铁路担当。列车在中国境内加挂硬卧车两辆，餐车及邮政车各1辆，由北京铁路局担当。1/2次列车车次于1975年9月29日重新启用，并用于北京至湖南省会长沙之间的特快列车（今D1/2次列车）。1983年6月1日，中苏双方正式将列车车次统一为19/20次:81。1989年6月4日，苏联铁路增开第二趟莫斯科-北京的19/20次国际列车，1992年9月13日，19/20次列车加挂莫斯科-沈阳的直通客车，后于1996年4月停运:193。
1991年苏联解体后，19/20次列车的运营业务于1992年转交俄罗斯联邦铁道部运营，2003年9月18日，俄罗斯联邦铁道部又改组为俄罗斯铁路股份公司。2000年10月21日，中国铁路实施第三次大提速，列车车次在中国境内变更为K19/20次快速列车。2008年1月16日，列车入境中国的15节车厢全部更新，已经运行了几十年的德国制造的老车体正式下线。
2016年7月1日晚，K20次列车的沈阳-北京段改由大连厂新造的HXD3D-1921“共产党员号”机车牵引（接替当天白天K20次的本务机HXD3D-0228），此后HXD3D-1921号机车开始固定担当K19/20次列车的京哈段以及沈阳-哈尔滨间的上下行旅客列车各一班。
2020年7月9日起，俄罗斯铁路调整列车运行图，东方号列车改为加挂于莫斯科至符拉迪沃斯托克的062М/061М次列车。其中莫斯科至赤塔区间使用车次为062М/061М次、赤塔至后贝加尔斯克区间使用车次为320Ч/319Ч次，列车在中俄边境及中国境内的车次继续使用K20/19次。
受到2019冠状病毒病疫情影响，2月1日北京发出的K19次列车于2月3日运行至外贝加尔斯克终止，所有非俄罗斯籍乘客被俄罗斯拒绝入境，车底空送回莫斯科；2月1日莫斯科发出的20次列车则将运行至外贝加尔斯克终止。2020年2月5日起，为配合2019冠状病毒病疫情相关防疫工作，K19/20次列车停运。
K19/20次列车在北京至哈尔滨段的运行时刻2024年1月被用于开行北京至黑河的K4519/4520次临时旅客列车，后用于图定的K341/342次列车。

## 列车编组
K19/20次列车使用的客车由俄罗斯特维尔车辆制造厂制造，俄罗斯铁路投资购置的61-4440型铁路客车，普通硬卧车采用9个四人包厢设计，車身標注-36（俄語，讀音/mʲest/，音「灭斯特」，意為「定員36人」）；残疾人硬卧车采用6个四人包厢与1个双人包厢设计，并增设广播室、残疾人卫生间，車身標注-26（定员26人）；高级软卧车采用9个双人下铺包厢设计，车身标注MECT-18（定员18人）。全车为全封闭设计，于2018年投入使用。各车厢均配有闭路电视系统、淋浴间、电话及火灾自动报警系统等设施。满洲里站加挂的中国铁路餐车和硬卧车为德国阿门多夫车辆厂制造的18型客车，和K3/4次列车使用的车体一致。
列车在列车在莫斯科至外贝加尔斯克站区间采取18节车厢编组，其中硬卧车13辆、高级软卧车3辆,餐车及行李车各1辆。至中国境内满洲里后加挂中国铁路餐车与硬卧车各1辆，在中国境内编组为18辆。
此外，列车在原编组挂有莫斯科至平壤的高级软卧车与硬卧车各1辆，至沈阳站解编后加挂于北京至平壤的K27/28次列车。后因客流不足、利用率不高，且在朝鲜境内运行经常严重晚点，该编组自2010年12月20日起取消后并入列车编组里面，改为加挂于莫斯科至符拉迪沃斯托克的俄罗斯号列车并改由朝鲜铁道省担当。
由于俄罗斯铁路采用轨距为1520毫米的宽轨，而中国铁路则采用1435毫米的标准铁轨，铁轨宽窄不同，因此列车每次出入境均需要在俄罗斯的后贝加尔斯克站换轮库更换转向架。整个过程一般是用起重设备将客车整列抬起，原转向架推出，再推进另一轨距的备用转向架，乘客则在后贝加尔斯克站等待。由于边防检查的需要，列车在满洲里站需要停靠5个小时左右。用于K19/20次的俄铁客车曾披有深红色涂装，现已改为俄铁标志（РЖД）涂装。
| 运行区段 | 莫斯科↔后贝加尔斯克 | 莫斯科↔后贝加尔斯克 | 莫斯科↔北京                             | 莫斯科↔北京                     | 莫斯科↔北京                     | 莫斯科↔北京                         | 莫斯科↔北京                     | 满洲里↔北京 | 满洲里↔北京 | 满洲里↔北京 |
| 车厢编号 | 18                  | 19                  | 0                                       | 1-3                             | 4                               | 5-7                                 | 10-17                           | 8           | 9           |             |
| 车型     | 61-4440 餐车        | 61-4440 硬卧车      | 61-4440 МЕСТ-02 БАГАЖНЫИ 定员2人 行李车 | 61-4440 МЕСТ-36 定员36人 硬卧车 | 61-4440 МЕСТ-26 定员26人 硬卧车 | 61-4440 МЕСТ-18 定员18人 高级软卧车 | 61-4440 МЕСТ-36 定员36人 硬卧车 | CA18 餐车   | YW18 硬卧车 |             |
| 配属     | 莫斯科铁路局        | 莫斯科铁路局        | 莫斯科铁路局                            | 莫斯科铁路局                    | 莫斯科铁路局                    | 莫斯科铁路局                        | 莫斯科铁路局                    | 京局京段    | 京局京段    | 京局京段    |

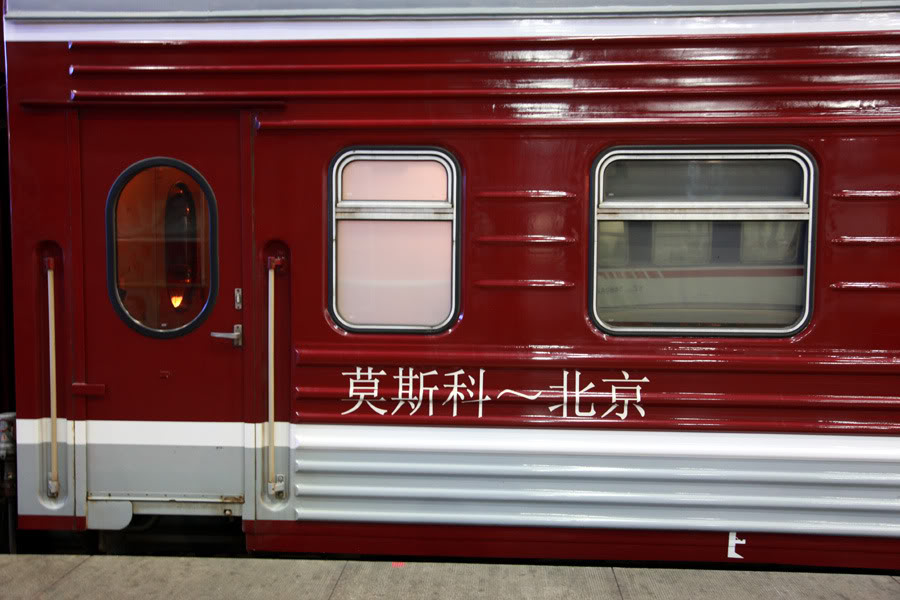
K19次列车莫斯科-北京车厢（出厂涂装）
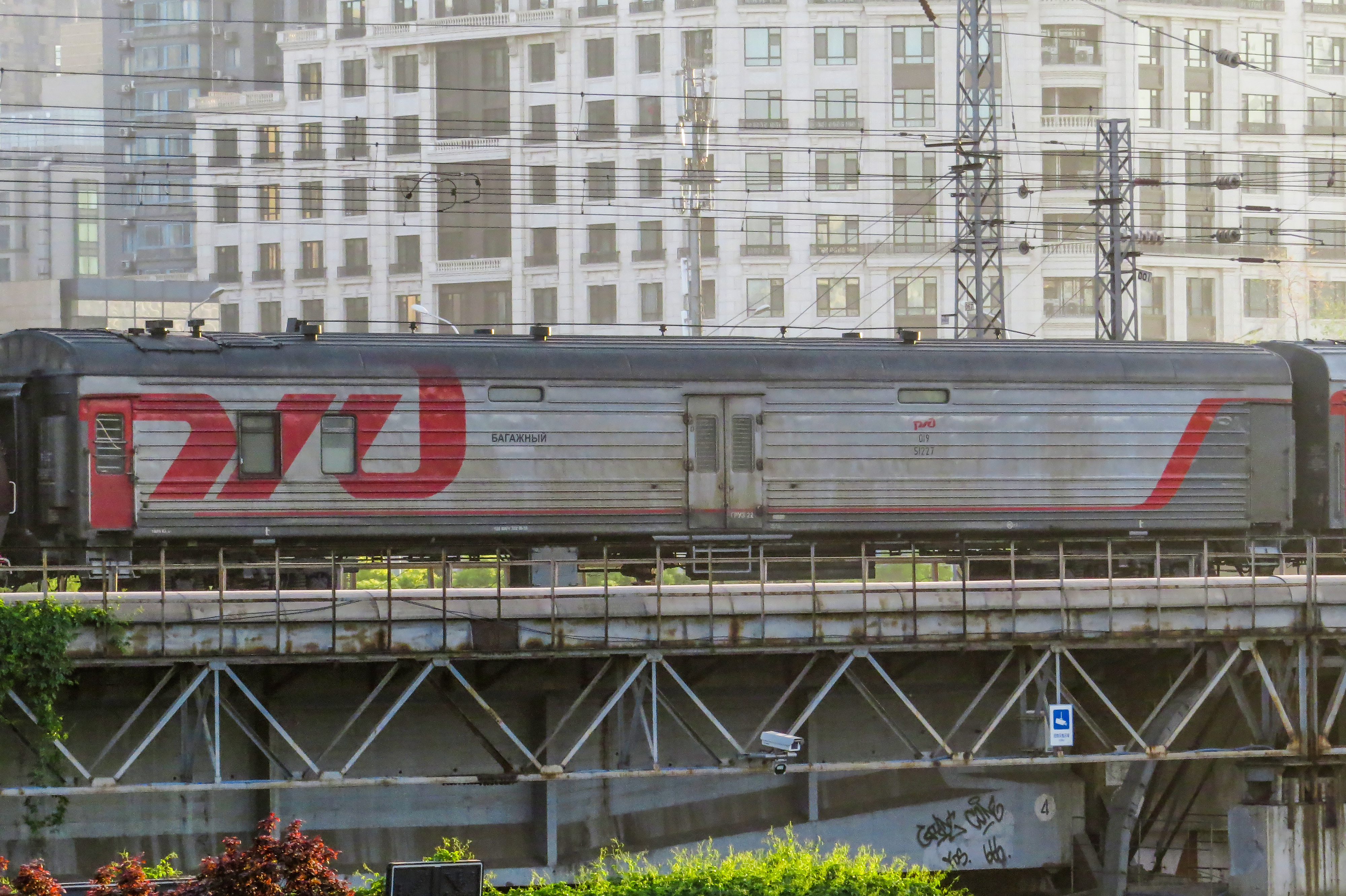
机后行李车
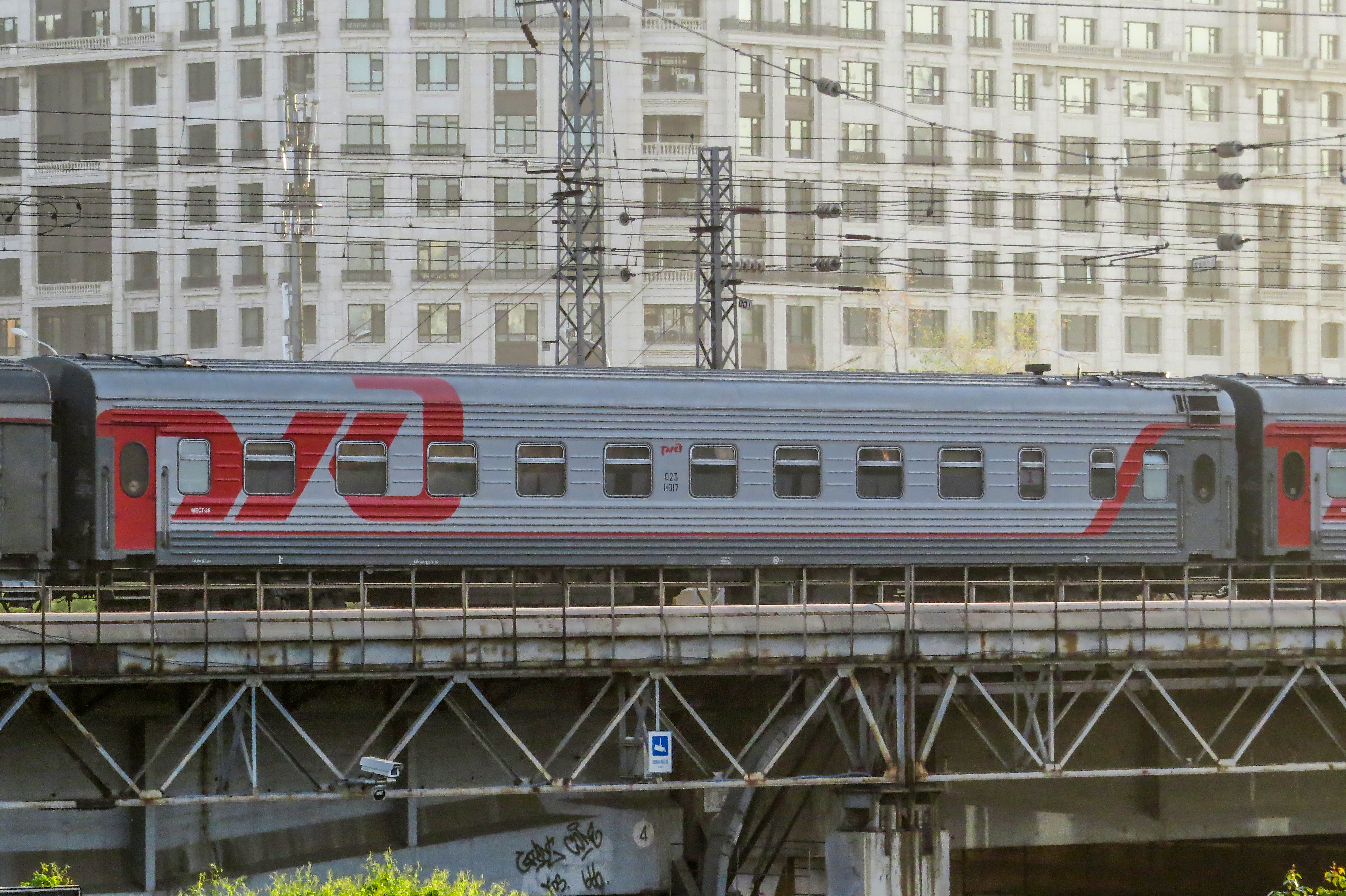
1号硬卧车
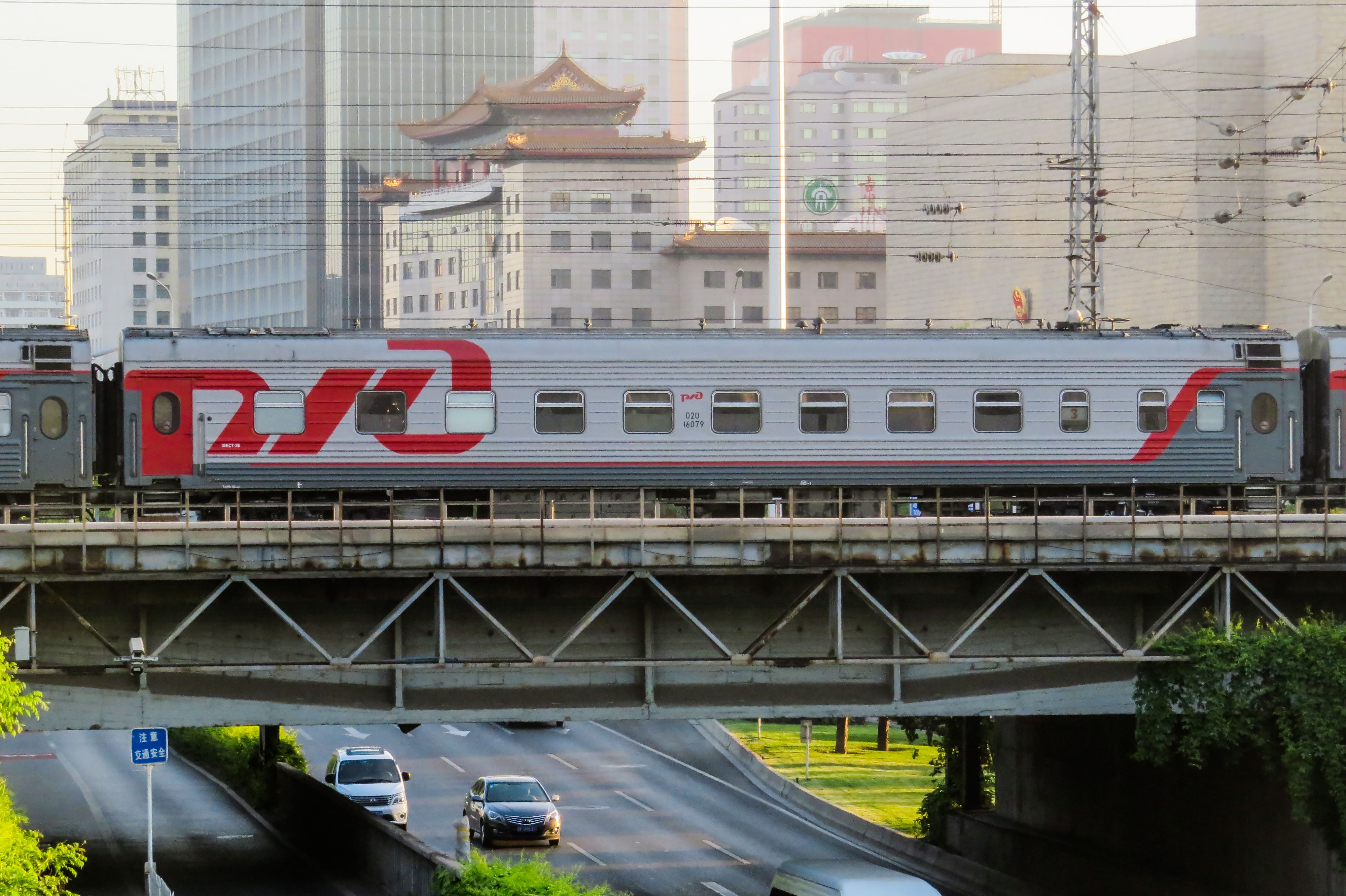
3号带播音室的硬卧车
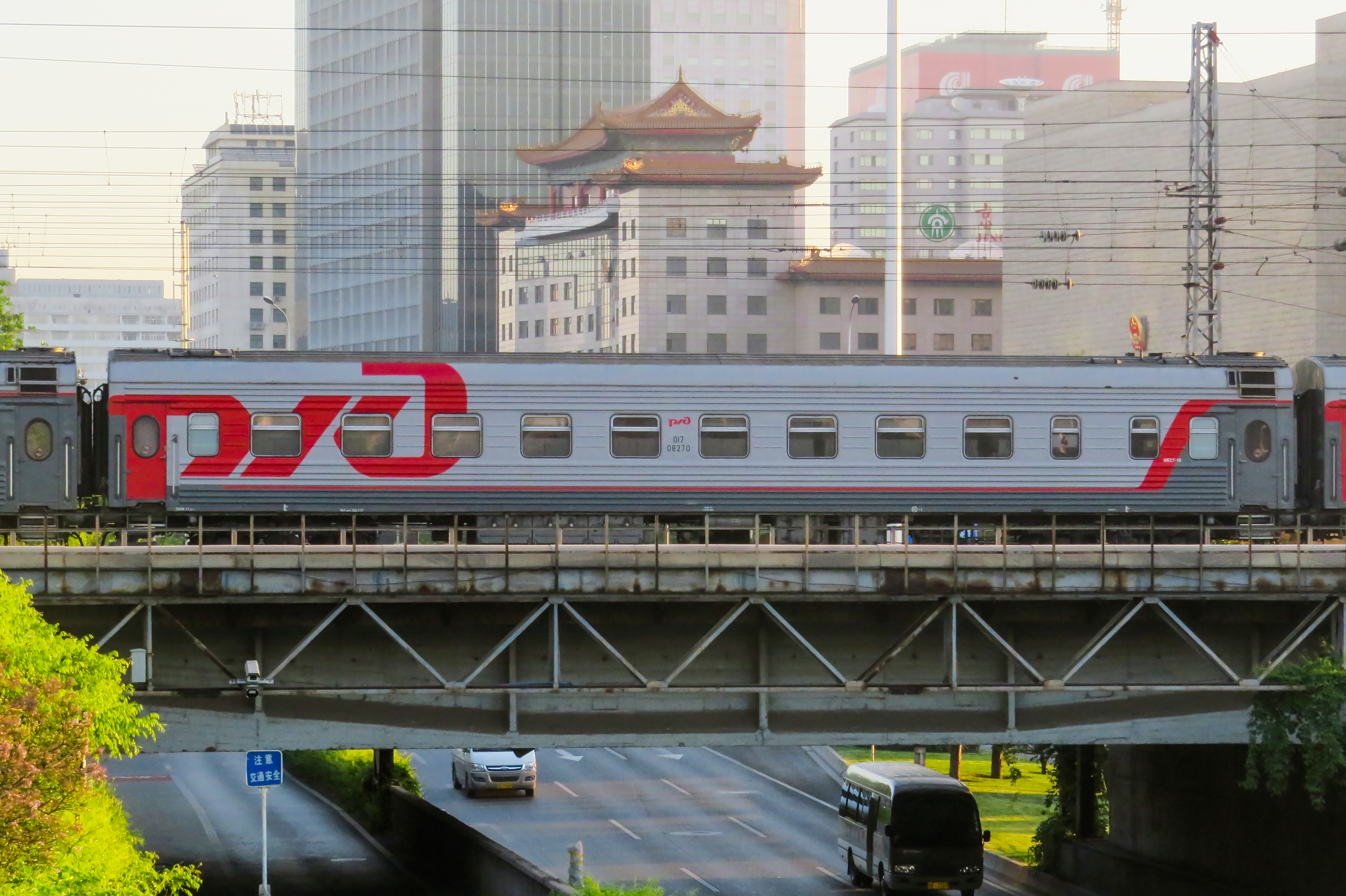
4号高级软卧车
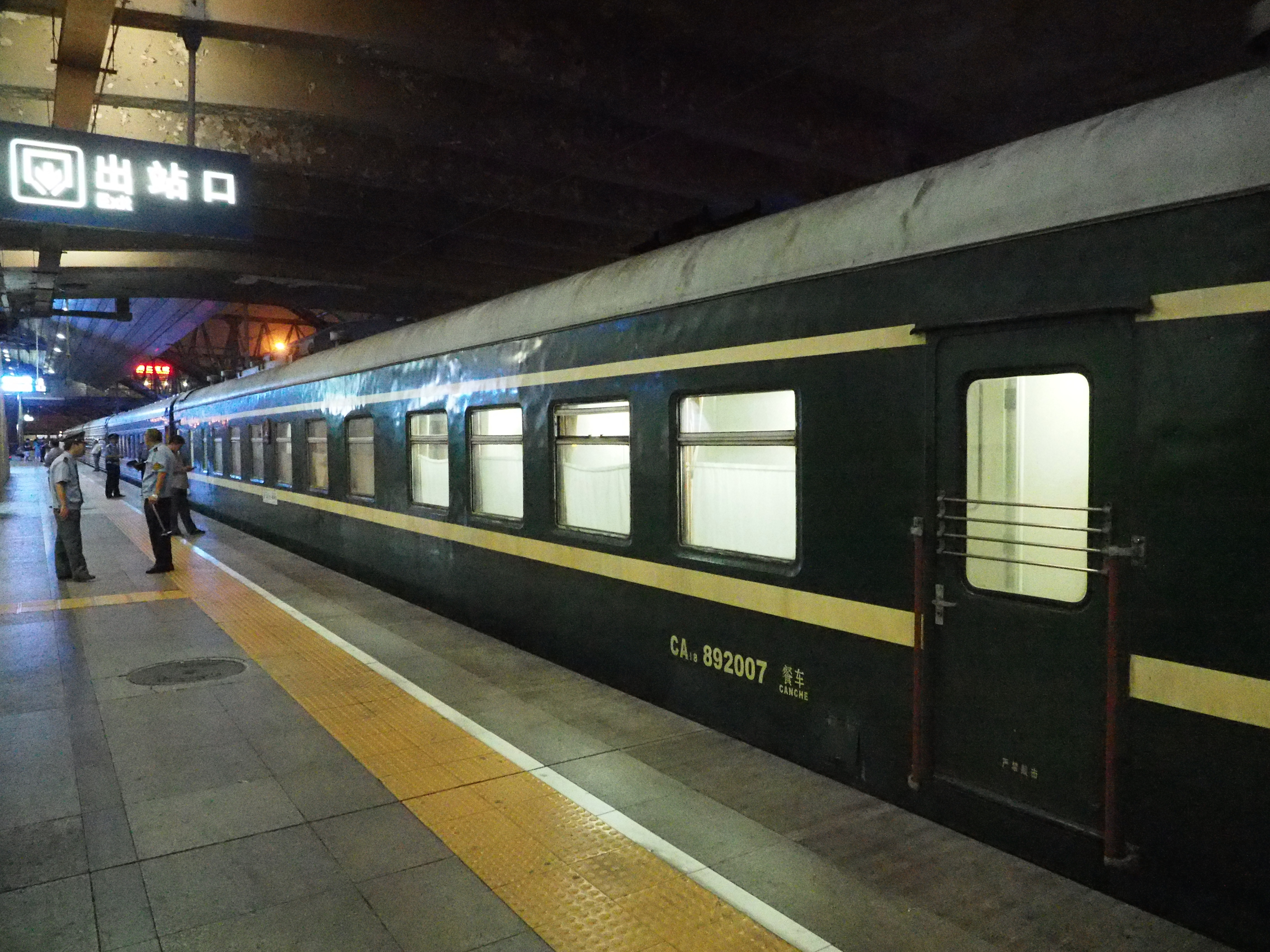
K19次国内回转车中的CA18型餐车
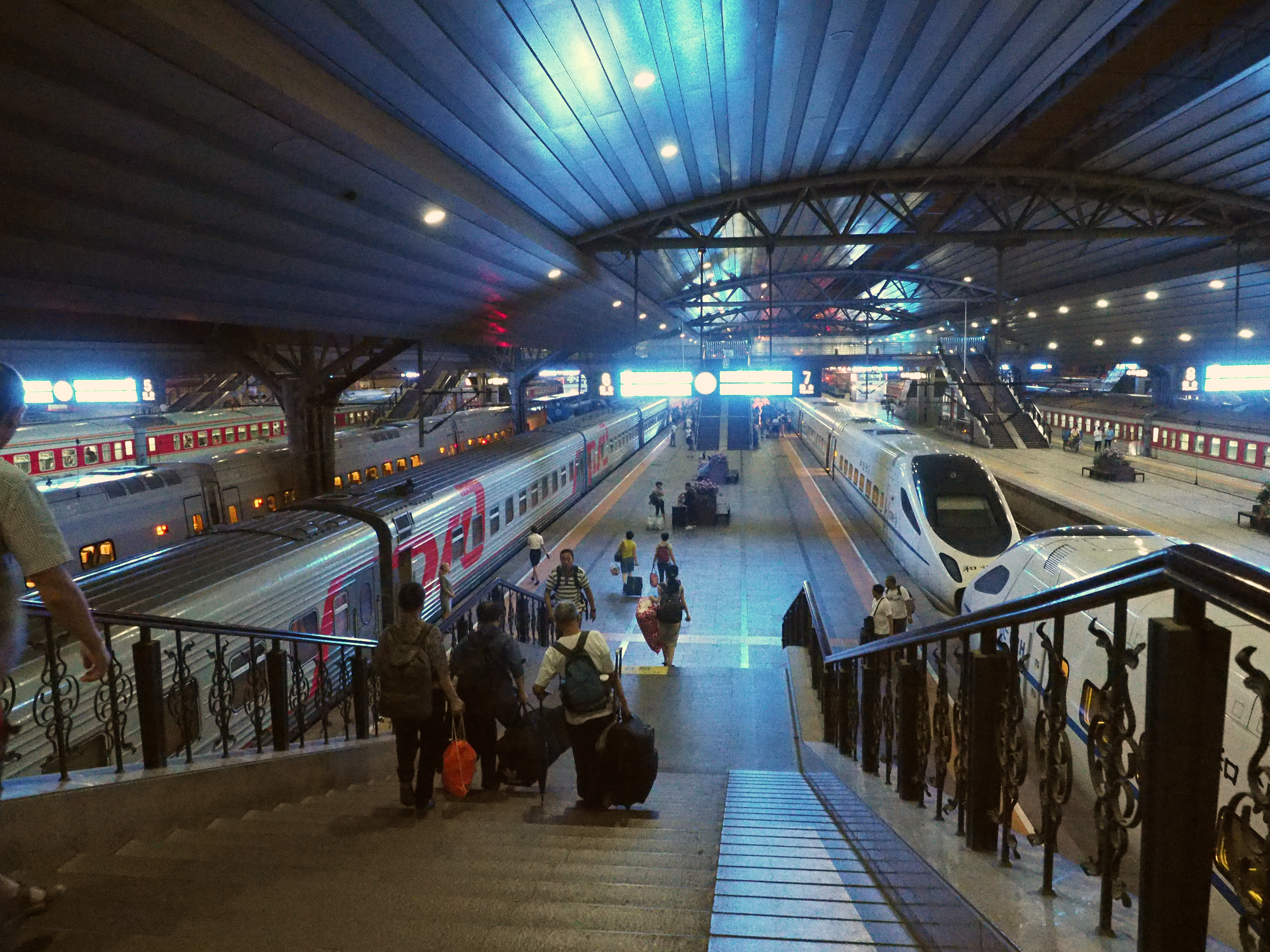
K19次列车在北京站6站台上客
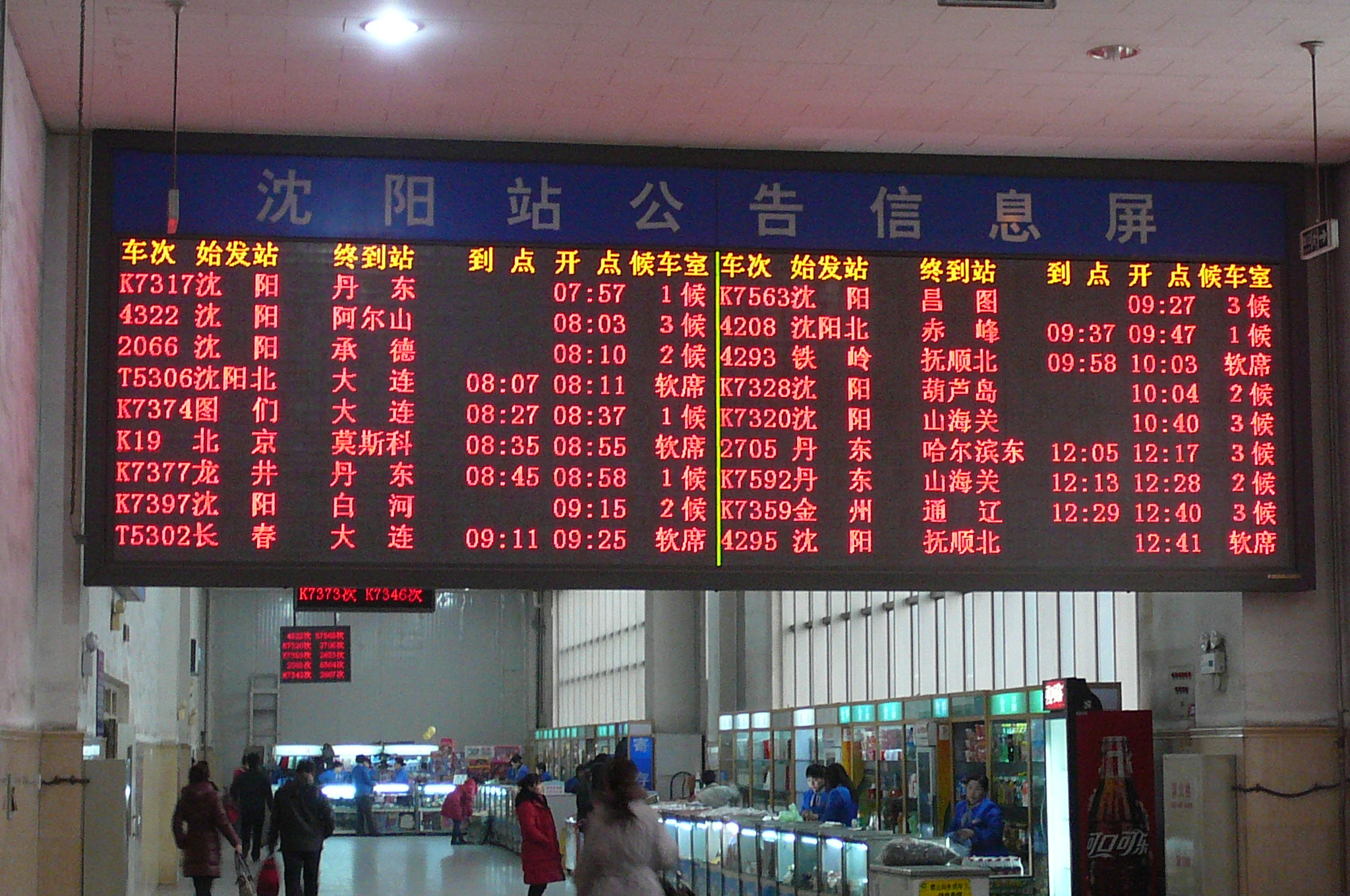
K19次列车沈阳站到开时刻公告信息屏
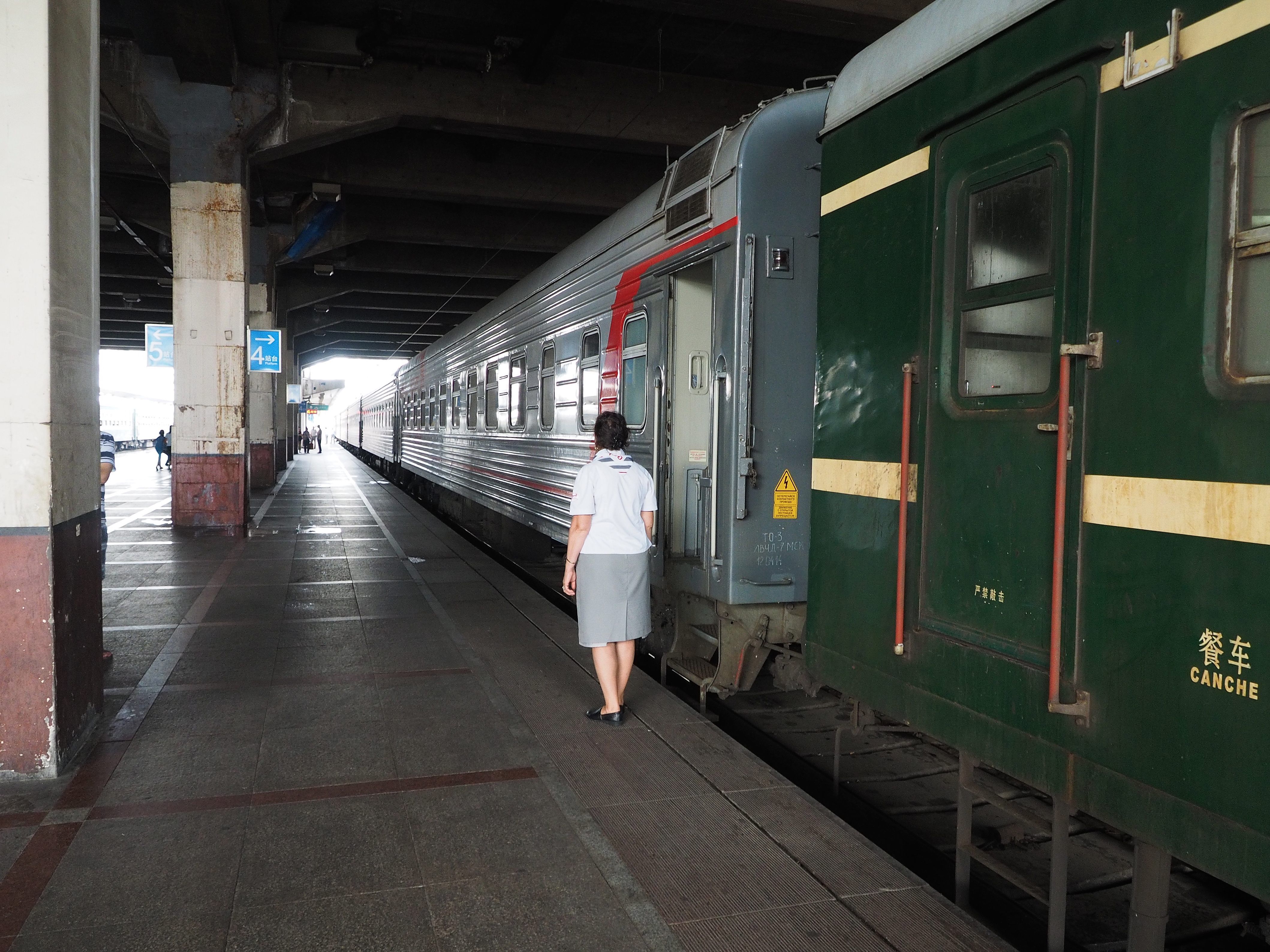
K19次停靠在改造前的哈尔滨站4站台
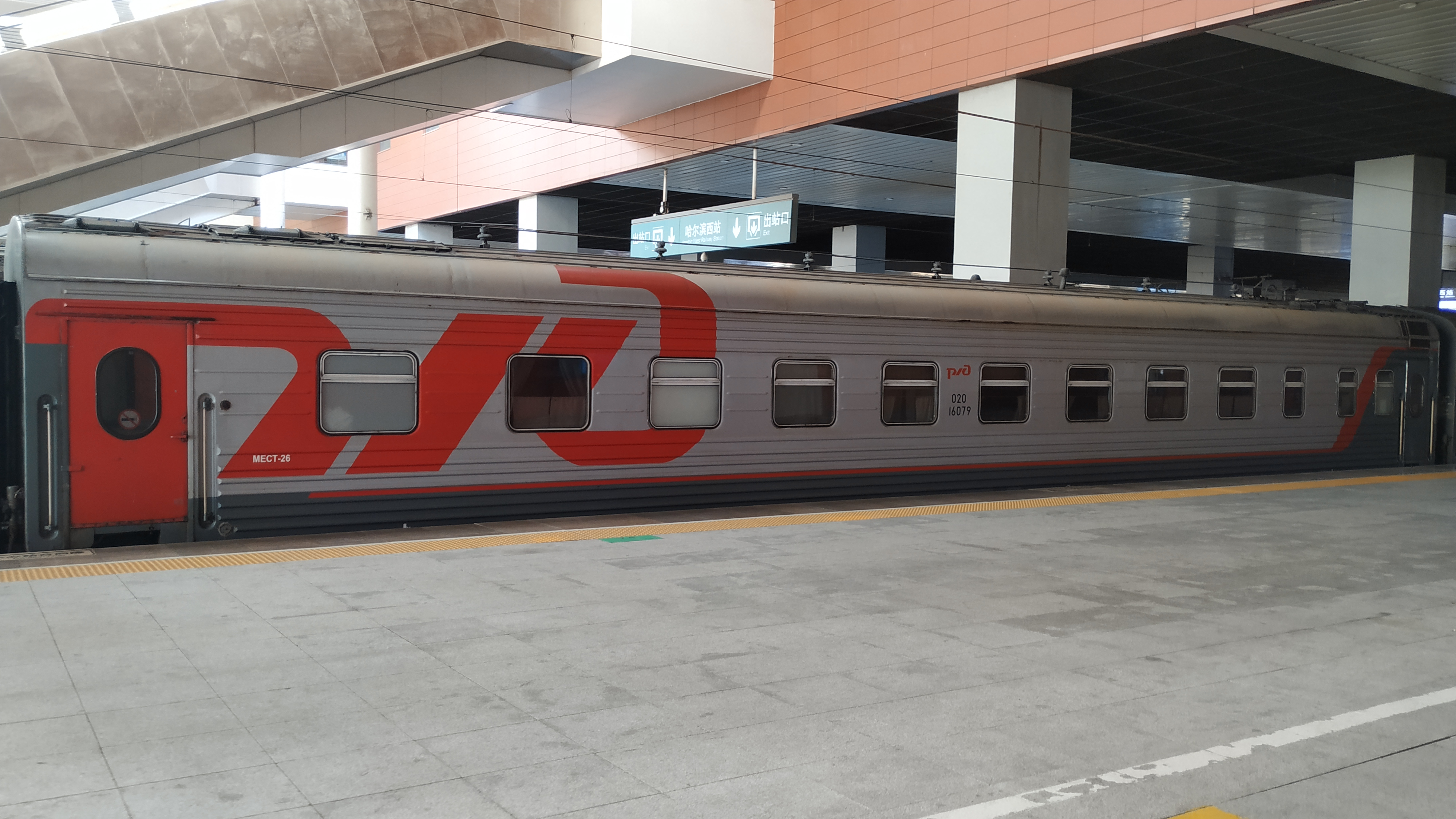
K19次列车停靠在哈尔滨西站18站台
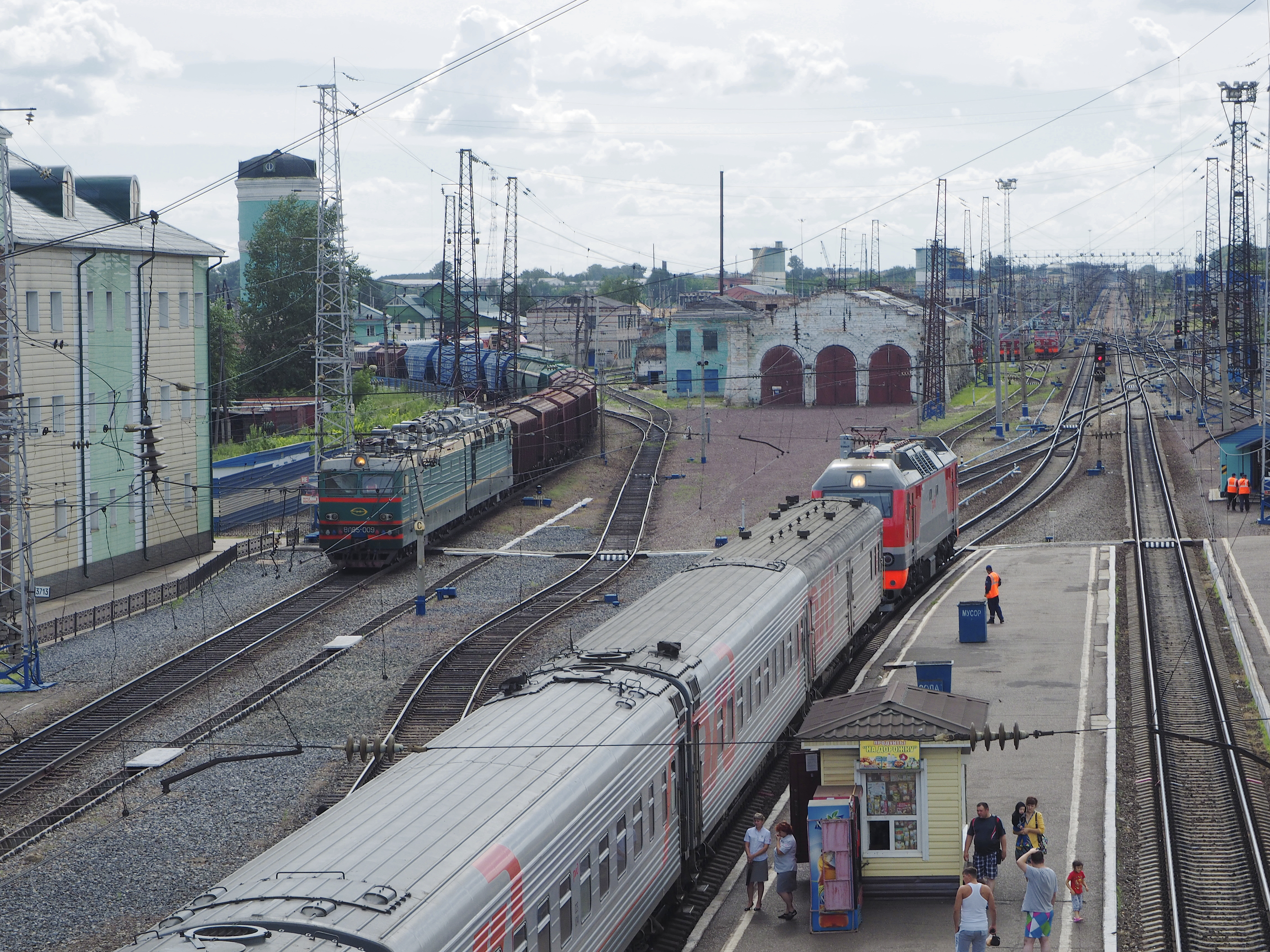
019次列车于马林斯克站

## 机车交路

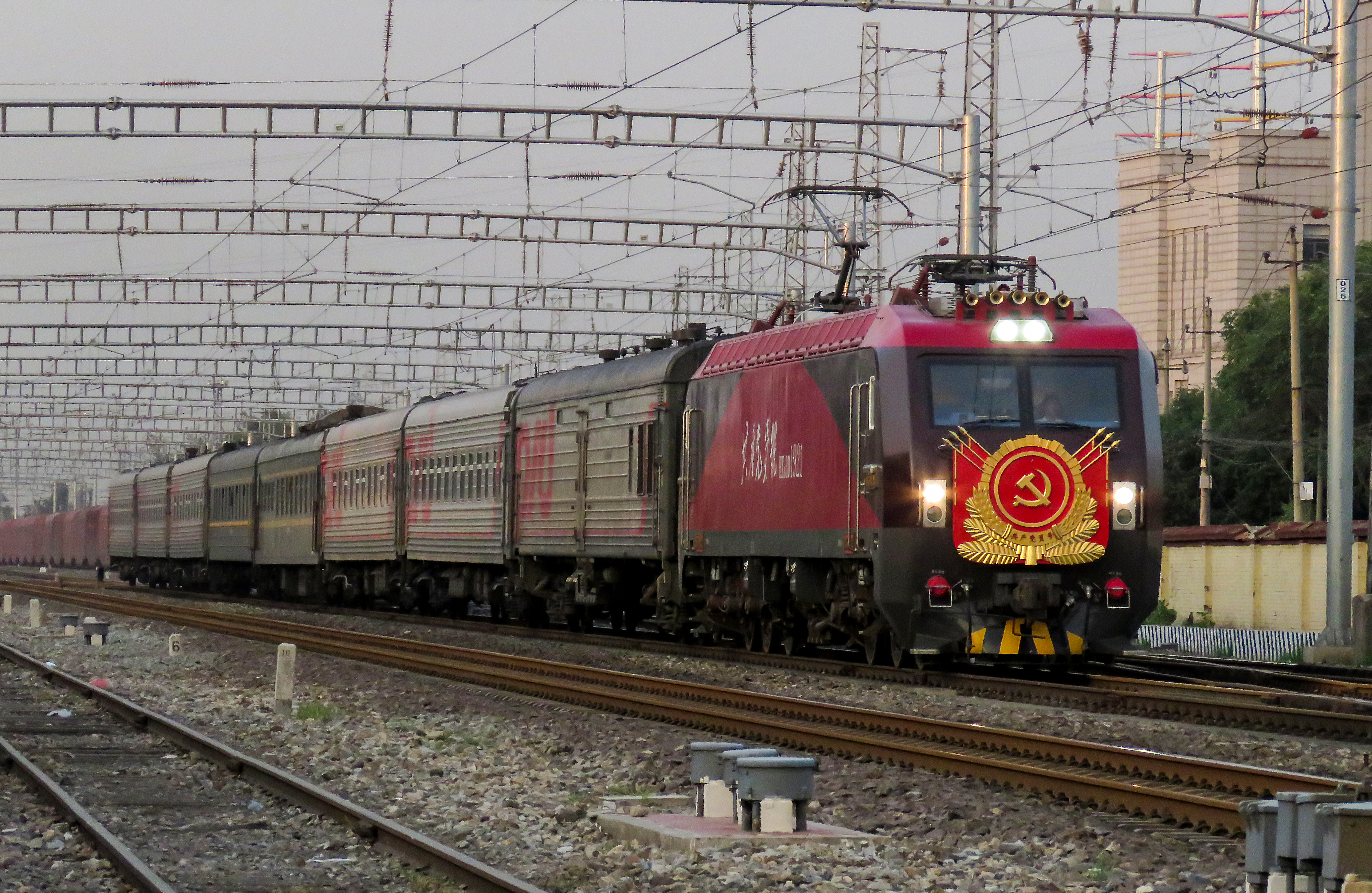
配属沈阳机务段的和谐3D型第1921“共产党员号”机车牵引K20次列车通过丰台南信号（2018年6月）

K19/20次列车在中国境内由沈阳铁路局沈阳机务段使用和谐3D型1921“共产党员号”机车担当北京至哈尔滨西间机车交路，沈阳机务段“共产党员号”机车乘务组在沈阳站继乘；哈尔滨西至满洲里由哈尔滨铁路局三棵树机务段使用和谐3D型电力机车担当，由三棵树机务段机车乘务员值乘；中俄边境由哈尔滨铁路局齐齐哈尔机务段使用和谐5型内燃机车担当满洲里至后贝加尔斯克间机车交路，由齐齐哈尔机务段满洲里运用车间司机值乘。
俄罗斯境内后贝加尔斯克至博尔贾由俄罗斯铁路的TEP70BS型柴油机车担当；博尔贾至马林斯克由俄铁的EP1或EP1P型电力机车担当，中途在济马换挂；马林斯克至巴列济诺由俄铁的EP2K型电力机车担当；巴列济诺至弗拉基米尔由俄铁的ChS4T型电力机车或EP1M型电力机车担当；弗拉基米尔至莫斯科由俄铁的ChS7型电力机车或EP2K型电力机车担当，俄罗斯境内全由俄铁司机值乘。
| 运行区段               | 北京↔哈尔滨                                                       | 哈尔滨↔满洲里                        | 满洲里↔后贝加尔斯克                 | 后贝加尔斯克↔博尔贾 | 博尔贾↔赤塔        | 赤塔↔马林斯克       | 马林斯克↔巴列济诺   | 巴列济诺↔弗拉基米尔                 | 弗拉基米尔↔莫斯科                  |
| 本务机车 配属 司机更替 | 和谐3D-1921 沈局沈段 沈阳司机，沈阳换司机（「共產黨員号」乘務組） | 和谐3D型电力机车 哈局三段 三棵树司机 | 和谐5型内燃机车 哈局齐段 满洲里司机 | EP1型电力机车 俄铁  | EP1型电力机车 俄铁 | EP1P型电力机车 俄铁 | EP2K型电力机车 俄铁 | ChS4T型电力机车 EP1M型电力机车 俄铁 | ChS7型电力机车 EP2K型电力机车 俄铁 |

## 时刻表
- 注：俄罗斯与中国时差为5小时。[20]

| 062М次/320Ч次/K20次                                             | 062М次/320Ч次/K20次 | 062М次/320Ч次/K20次 | 062М次/320Ч次/K20次 | 停靠站           | K19次/319Ч次/061М次 | K19次/319Ч次/061М次 | K19次/319Ч次/061М次 | K19次/319Ч次/061М次 |
| 车次                                                            | 天数                | 到点                | 开点                | 停靠站           | 到点                | 开点                | 天数                | 车次                |
| --------------------------------------------------------------- | ------------------- | ------------------- | ------------------- | ---------------- | ------------------- | ------------------- | ------------------- | ------------------- |
| 062М                                                            | 当天(星期六)        | —                   | 23:45               | 莫斯科           | 13:58               | —                   | 第七天(星期五)      | 061М                |
| 062М                                                            | 第二天(星期日)      | 02:26               | 02:52               | 弗拉基米尔       | 10:36               | 11:06               | 第七天(星期五)      | 061М                |
| 062М                                                            | 第二天(星期日)      | 05:37               | 05:49               | 下诺夫哥罗德     | 06:48               | 07:00               | 第七天(星期五)      | 061М                |
| 062М                                                            | 第二天(星期日)      | 06:39               | 06:41               | 谢苗诺夫         | 05:44               | 05:46               | 第七天(星期五)      | 061М                |
| 062М                                                            | 第二天(星期日)      | 11:55               | 12:10               | 基洛夫           | 01:00               | 01:15               | 第七天(星期五)      | 061М                |
| 062М                                                            | 第二天(星期日)      | 15:52               | 16:18               | 巴列濟诺         | 21:21               | 21:47               | 第六天(星期四)      | 061М                |
| 062М                                                            | 第二天(星期日)      | 19:42               | 20:02               | 彼尔姆           | 17:28               | 17:48               | 第六天(星期四)      | 061М                |
| 062М                                                            | 第三天(星期一)      | 01:12               | 01:40               | 叶卡捷琳堡       | 11:36               | 12:04               | 第六天(星期四)      | 061М                |
| 062М                                                            | 第三天(星期一)      | 06:15               | 06:35               | 秋明             | 06:34               | 06:55               | 第六天(星期四)      | 061М                |
| 062М                                                            | 第三天(星期一)      | 10:19               | 10:34               | 伊希姆           | 02:50               | 03:05               | 第六天(星期四)      | 061М                |
| 062М                                                            | 第三天(星期一)      | 13:44               | 14:00               | 鄂木斯克         | 23:29               | 23:45               | 第五天(星期三)      | 061М                |
| 062М                                                            | 第三天(星期一)      | 17:46               | 18:16               | 巴拉宾斯克       | 19:18               | 19:48               | 第五天(星期三)      | 061М                |
| 062М                                                            | 第三天(星期一)      | 21:28               | 21:46               | 新西伯利亚       | 15:39               | 15:57               | 第五天(星期三)      | 061М                |
| 062М                                                            | 第三天(星期一)      | 23:57               | 23:59               | 尤尔加           | 13:26               | 13:28               | 第五天(星期三)      | 061М                |
| 062М                                                            | 第四天(星期二)      | 01:00               | 01:03               | 泰加             | 12:23               | 12:25               | 第五天(星期三)      | 061М                |
| 062М                                                            | 第四天(星期二)      | 03:12               | 03:46               | 马林斯克         | 09:53               | 10:27               | 第五天(星期三)      | 061М                |
| 062М                                                            | 第四天(星期二)      | 05:26               | 05:27               | 波戈托尔         | 08:08               | 08:09               | 第五天(星期三)      | 061М                |
| 062М                                                            | 第四天(星期二)      | 06:23               | 06:25               | 阿钦斯克         | 07:07               | 07:09               | 第五天(星期三)      | 061М                |
| 062М                                                            | 第四天(星期二)      | 09:17               | 09:38               | 克拉斯诺亚尔斯克 | 03:58               | 04:19               | 第五天(星期三)      | 061М                |
| 062М                                                            | 第四天(星期二)      | 13:18               | 13:20               | 坎斯克           | 00:21               | 00:23               | 第五天(星期三)      | 061М                |
| 062М                                                            | 第四天(星期二)      | 13:51               | 14:13               | 伊兰斯基         | 23:29               | 23:51               | 第四天(星期二)      | 061М                |
| 062М                                                            | 第四天(星期二)      | 16:10               | 16:12               | 泰舍特           | 21:28               | 21:30               | 第四天(星期二)      | 061М                |
| 062М                                                            | 第四天(星期二)      | 18:45               | 18:58               | 下乌金斯克       | 18:42               | 18:55               | 第四天(星期二)      | 061М                |
| 062М                                                            | 第四天(星期二)      | 20:34               | 20:36               | 图伦             | 17:03               | 17:05               | 第四天(星期二)      | 061М                |
| 062М                                                            | 第四天(星期二)      | 22:31               | 22:53               | 济马             | 14:48               | 15:10               | 第四天(星期二)      | 061М                |
| 062М                                                            | 第五天(星期三)      | 00:37               | 00:39               | 切列姆霍沃       | 13:00               | 13:02               | 第四天(星期二)      | 061М                |
| 062М                                                            | 第五天(星期三)      | 01:28               | 01:30               | 西伯利亚乌索利耶 | 12:06               | 12:08               | 第四天(星期二)      | 061М                |
| 062М                                                            | 第五天(星期三)      | 01:53               | 01:55               | 安加尔斯克       | 11:40               | 11:42               | 第四天(星期二)      | 061М                |
| 062М                                                            | 第五天(星期三)      | 02:27               | 02:29               | 伊尔库茨克编组站 | 11:01               | 11:03               | 第四天(星期二)      | 061М                |
| 062М                                                            | 第五天(星期三)      | 02:43               | 03:06               | 伊尔库茨克       | 10:23               | 10:47               | 第四天(星期二)      | 061М                |
| 062М                                                            | 第五天(星期三)      | 05:33               | 05:35               | 斯柳江卡         | 08:17               | 08:19               | 第四天(星期二)      | 061М                |
| 062М                                                            | 第五天(星期三)      | 09:58               | 10:19               | 乌兰乌德         | 03:02               | 03:23               | 第四天(星期二)      | 061М                |
| 062М                                                            | 第五天(星期三)      | 12:22               | 12:24               | 彼得罗夫斯克     | 01:03               | 01:05               | 第四天(星期二)      | 061М                |
| 062М                                                            | 第五天(星期三)      | 14:51               | 15:12               | 希洛克           | 22:20               | 22:35               | 第三天(星期一)      | 061М                |
| 062М/320Ч                                                       | 第五天(星期三)      | 19:15               | 20:27               | 赤塔             | 16:43               | 17:56               | 第三天(星期一)      | 319Ч/061М           |
| 320Ч                                                            | 第五天(星期三)      | 22:33               | 22:58               | 卡雷姆斯科耶     | 14:31               | 14:49               | 第三天(星期一)      | 319Ч                |
| 320Ч                                                            | 第六天(星期四)      | ↓                   | ↓                   | 莫戈伊图伊       | 12:50               | 13:00               | 第三天(星期一)      | 319Ч                |
| 320Ч                                                            | 第六天(星期四)      | 01:30               | 02:45               | 奥洛维扬纳亚     | 11:32               | 11:42               | 第三天(星期一)      | 319Ч                |
| 320Ч                                                            | 第六天(星期四)      | ↓                   | ↓                   | 亚斯诺戈尔斯克   | 11:05               | 11:15               | 第三天(星期一)      | 319Ч                |
| 320Ч                                                            | 第六天(星期四)      | 04:13               | 05:07               | 博尔贾           | 09:18               | 09:54               | 第三天(星期一)      | 319Ч                |
| 320Ч/K20                                                        | 第六天(星期四)      | 07:10               | 13:05               | 后贝加尔斯克     | 02:26               | 07:16               | 第三天(星期一)      | K19/319Ч            |
| ↑ 俄羅斯（莫斯科时间 UTC+03:00） / 中国（北京时间 UTC+08:00） ↓ |                     |                     |                     |                  |                     |                     |                     |                     |
| K20                                                             | 第六天(星期四)      | 18:30               | 23:59               | 满洲里           | 04:00               | 07:01               | 第三天(星期一)      | K19                 |
| K20                                                             | 第七天(星期五)      | 02:07               | 02:15               | 海拉尔           | 02:03               | 02:13               | 第三天(星期一)      | K19                 |
| K20                                                             | 第七天(星期五)      | 05:11               | 05:20               | 博克图           | 22:38               | 22:48               | 第二天(星期日)      | K19                 |
| K20                                                             | 第七天(星期五)      | 09:15               | 09:35               | 昂昂溪           | 18:36               | 18:47               | 第二天(星期日)      | K19                 |
| K20                                                             | 第七天(星期五)      | 12:29               | 13:16               | 哈尔滨           | 15:12               | 15:55               | 第二天(星期日)      | K19                 |
| K20                                                             | 第七天(星期五)      | 15:49               | 15:57               | 长春             | 12:27               | 12:37               | 第二天(星期日)      | K19                 |
| K20                                                             | 第七天(星期五)      | 19:26               | 19:34               | 沈阳             | 08:47               | 08:55               | 第二天(星期日)      | K19                 |
| K20                                                             | 第七天(星期五)      | 22:11               | 22:16               | 锦州             | 06:11               | 06:15               | 第二天(星期日)      | K19                 |
| K20                                                             | 第八天(星期六)      | 00:14               | 00:22               | 山海关           | 04:07               | 04:13               | 第二天(星期日)      | K19                 |
| K20                                                             | 第八天(星期六)      | 02:21               | 02:27               | 唐山             | 02:01               | 02:03               | 第二天(星期日)      | K19                 |
| K20                                                             | 第八天(星期六)      | 03:52               | 03:59               | 天津             | 00:35               | 00:41               | 第二天(星期日)      | K19                 |
| K20                                                             | 第八天(星期六)      | 05:49               | —                   | 北京             | —                   | 23:00               | 当天(星期六)        | K19                 |

## 列车劫案
2003年7月13日凌晨，三名匪徒窜上莫斯科至北京的020次列车。从13日晚间至14日下午，三人连续闯入四节中国旅客乘坐的车厢，对旅客进行威胁和殴打，抢得7400卢布、200美元及100元人民币。被抢的人员中包括在俄罗斯经商的商人及留学生。7月15日，三人从俄罗斯赤塔逃下列车。020次列车进入中国国境后，被抢旅客立即向中国公安报案。警方根据俄罗斯列车员提供的三人护照号通报各边境口岸进行抓捕。2003年12月16日，主犯程国在满洲里入境时被抓获。2004年11月15日，程国被北京铁路运输中级法院判处有期徒刑13年，剥夺政治权利3年，并处罚金人民币2万元。

## 参看
- K3/4次列车
- 西伯利亚铁路
- 俄罗斯号列车
- 长距离列车列表